# بيتر فرانز
بيتر فرانز (بالألمانية: Peter Franz)‏ هو لاعب تنس الطاولة ألماني، ولد في 25 أبريل 1971 في Stolzenau ‏ في ألمانيا.

## وصلات خارجية
- بيتر فرانز على موقع أوليمبيديا (الإنجليزية)